# 蘇海德紐夫
蘇海德紐夫是波蘭的城鎮，位於該國南部，由聖十字省負責管轄，始建於十六世紀，面積59.40平方公里，該地區自公元前二世紀有人類居住，2006年人口8,911。
51°03′N 20°50′E / 51.050°N 20.833°E